# Oscar Vilhelmsson
Oscar Ingemar Kristoffer Vilhelmsson (Åsa, 2 ottobre 2003) è un calciatore svedese, attaccante del Preußen Münster.

## Carriera

### Club
Cresciuto nel settore giovanile dell'IFK Göteborg, ha esordito in prima squadra il 22 settembre 2019, disputando l'incontro di Coppa di Svezia vinto contro l'BK Astrio, realizzando la rete del definitivo 0-4 e diventando allo stesso tempo il più giovane marcatore dell'IFK Göteborg in una partita ufficiale, con i suoi 15 anni, 10 mesi e 19 giorni. Il 12 luglio 2020, sedicenne, ha debuttato in Allsvenskan giocando l'incontro perso per 1-2 contro il Djurgården; in quel campionato ha totalizzato 3 apparizioni.
Nel campionato seguente è stato utilizzato in 14 occasioni (9 da titolare e 5 dalla panchina), con 2 reti all'attivo. Prima di essere ceduto, Vilhelmsson ha iniziato con l'IFK Göteborg anche l'Allsvenskan 2022, nella quale ha giocato 11 partite e segnato 2 gol.
Nel luglio 2022 è stato acquistato dal Darmstadt, militante in 2. Bundesliga, con cui ha sottoscritto un quadriennale. Stando alla stampa, per rilevare il suo cartellino il club tedesco avrebbe versato nelle casse svedesi 1,5 milioni di euro.

### Nazionale
Ha giocato nelle nazionali giovanili svedesi Under-16, Under-17, Under-18, Under-19 ed Under-21.

## Statistiche

### Presenze e reti nei club
Statistiche aggiornate al 30 giugno 2025.
| Stagione            | Squadra             | Campionato          | Campionato | Campionato | Coppe nazionali | Coppe nazionali | Coppe nazionali | Coppe continentali | Coppe continentali | Coppe continentali | Altre coppe | Altre coppe | Altre coppe | Totale | Totale |
| Stagione            | Squadra             | Comp                | Pres       | Reti       | Comp            | Pres            | Reti            | Comp               | Pres               | Reti               | Comp        | Pres        | Reti        | Pres   | Reti   |
| ------------------- | ------------------- | ------------------- | ---------- | ---------- | --------------- | --------------- | --------------- | ------------------ | ------------------ | ------------------ | ----------- | ----------- | ----------- | ------ | ------ |
| 2019                | IFK Göteborg        | A                   | 0          | 0          | CS              | 1               | 1               | -                  | -                  | -                  | -           | -           | -           | 1      | 1      |
| 2020                | IFK Göteborg        | A                   | 3          | 0          | -               | -               | -               | UEL                | 0                  | 0                  | -           | -           | -           | 3      | 0      |
| 2021                | IFK Göteborg        | A                   | 14         | 2          | -               | -               | -               | -                  | -                  | -                  | -           | -           | -           | 14     | 2      |
| 2022                | IFK Göteborg        | A                   | 11         | 2          | CS              | 4               | 1               | -                  | -                  | -                  | -           | -           | -           | 15     | 3      |
| Totale IFK Göteborg | Totale IFK Göteborg | Totale IFK Göteborg | 28         | 4          |                 | 5               | 2               |                    | 0                  | 0                  |             | -           | -           | 33     | 6      |
| gen.-giu. 2023      | Darmstadt           | ZB                  | 14         | 2          | CG              | 1               | 0               | -                  | -                  | -                  | -           | -           | -           | 15     | 2      |
| 2023-2024           | Darmstadt           | BL                  | 26         | 4          | CG              | 1               | 0               | -                  | -                  | -                  | -           | -           | -           | 27     | 4      |
| 2024-2025           | Darmstadt           | ZB                  | 12         | 1          | CG              | 1               | 1               | -                  | -                  | -                  | -           | -           | -           | 13     | 2      |
| Totale carriera     | Totale carriera     | Totale carriera     | 80         | 11         |                 | 8               | 3               |                    | 0                  | 0                  |             | -           | -           | 88     | 14     |

## Palmarès

### Club

#### Competizioni nazionali
- Coppa di Svezia: 1

IFK Göteborg: 2019-2020